# Нійоле Ожеліте
Нійоле Ожеліте (лит. Nijolė Oželytė-Vaitiekūnienė; 31 березня 1954, Вільнюс, Литовська РСР, СРСР ) — радянська та литовська актрорка, телеведуча, литовський політик. Заслужена артистка Литовської РСР (1985).

## Біографічні відомості
Закінчила театральний факультет Литовської консерваторії (1977). З 1977 року — актриса Литовської кіностудії.
У кіно — з 1974 року (фільм «Бубонець»). Знялася у низці фільмів українських кіностудій («Два гусари» (1984), «Дій за обставинами!» (1984), «Легенда про безсмертя» (1985), «Всього один поворот» (1986, головна роль).
Член КПРС з 1989 року. На XX з'їзді Комуністичної партії Литви голосувала за вихід КПЛ зі складу КПРС (і стала членом ЦК самостійної КПЛ). У 1990 році була обрана депутатом Верховної Ради Литовської РСР. Підписант Акту про відновлення незалежної Литовської держави від 11 березня 1990 року.
Член партії Союз Вітчизни (Консерватори Литви) (1993—1999), одна з її засновників та членів правління. Засновниця та голова Спілки жінок консерваторів (1996—1999).
У 1996 році була обрана депутатом Сейму Литовської Республіки за партійним списком Союзу Вітчизни (Консерваторів Литви). Член Вільнюської міської ради самоврядування. 1996—2000 рр.
З 2000 року з перервами вела різноманітні передачі на литовському телебаченні.
Колишній чоловік — художник Саулюс Вайтекунас. У сім'ї три дочки: Єва, Сауле та Еляна.

## Нагороди та премії
- 1982 — Премія XV ВКФ у Таллінні — за участь у фільмі «Дочка конокраду»

## Фільмографія
- «Бубонець» (1974, Ієвуте)
- «Пригоди Калле-сищика» (1976, Фріда)
- «Хлопець з Робітничої вулиці» (1977, Стасе)
- «Обличчя на мішені» (1978, Рубі Адамс, наречена Гарольда Марча)
- «Останній бар'єр» (1978, Мяйлє)
- «Не буду гангстером, люба» (1978, Делла)
- «Готель „У загиблого альпініста“» (1979, Брюн (роль озвучила Олена Ставрогіна)
- «Кар'єра Дічуса» (1980, Аделє)
- «Подорож до раю» (1980, Буше)
- «Тривога» (1980, Максимова)
- «Американська трагедія» (1981, Бертіна Кренстон, подруга Сондри і Бели)
- «Дочка конокрада» (1981, Камілє)
- «Рай червоного дерева» (1981, Айріна
- «Вибачте, будь ласка» (1982, Інга)
- «Тут наш дім» (1984, Рожите)
- «Два гусари» (1984, Анна Федорівна Зайцева в молодості; Кіностудія ім. О. Довженка, реж. В. Криштофович)
- «Сповідь його дружини» (1984, Стасє)
- «Дій за обставинами!» (1984, Хельга Ведекинд; Одеська кіностудія)
- «Легенда про безсмертя» (1985, Анна; Кіностудія ім. О. Довженка)
- «Всього один поворот» (1986, Олена Тарасова; Одеська кіностудія)
- «Парасолька для молодят» (1986, Віра Іванівна (роль озвучила Інна Чурикова); реж. Р. Нахапетов)
- «Хочете — кохаєте, хочете — ні...» (1987, Катерина Зінкевич)
- «Брати на світанку» (1987, Варкалене)
- «Владика» (1987, Дангуолє)
- «Кончина» (1989, Маруся)
- «Банальна історія» (1989, к/м) та ін.